# (27002) 1998 DV9
1998 دي في 9 (ويعرف أيضًا باسم (27002) 1998 دي في 9 وفق تسمية الكوكب الصغير) (بالإنجليزية: 1998 DV9)‏ هو كويكب ضمن حزام الكويكبات؛ وترتيبه 27002 من حيث الاكتشاف.
اكتُشف هذا الجُرم الفلكي بواسطة David J. Tholen ‏ في 23 فبراير 1998.

## وصلات خارجية
- (27002) 1998 DV9 في قاعدة بيانات مختبر الدفع النفاث لأجرام النظام الشمسي الصغيرة

- الاكتشاف · مخطط المدار ·  العناصر المدارية · المعلمات المادية

- (27002) 1998 DV9 على موقع ويكي سكاي: DSS2, SDSS, GALEX, IRAS, Hydrogen α, X-Ray, Astrophoto, Sky Map, Articles and images